# Miramar Zeemuseum
Miramar Zeemuseum is een natuurhistorisch museum in Vledder. Het museum is opgericht in 1966.  De collectie van het museum, die aan de hand van schelpen, koralen, kreeften, krabben, vissen en andere naturalia, een beeld geeft van het leven in zeeën en oceanen, werd door mejuffrouw Jeanne A.W. Warners (1899 - 1986) tijdens haar vele reizen naar het buitenland bijeengebracht. Na haar dood is het museum door de in 1984 opgerichte Stichting Vrienden van Miramar (nu Stichting Zeemuseum Miramar) voortgezet.
Het museum organiseert regelmatig tijdelijke thematentoonstellingen en lezingen.